# Der er en yndig mand
Der er en yndig mand er en dansk kortfilm fra 2002 instrueret af Martin Strange-Hansen efter manustript af Martin Strange-Hansen og Flemming Christian Klem. Film blev tildelt en Oscar for bedste kortfilm i 2003.

## Plot
Filmen er en forvekslingskomedie, hvor Lars Hansens cpr-nummer bliver forbyttet med El Hassans cpr-nummer. Lars bliver herefter indkaldt til et danskkursus for indvandrere, og da Lars erfarer, at kursuslederen Ida bliver fyret, hvis ikke El Hassan dukker op, beslutter Lars sig for at møde op på kurset. Lars bliver forelsket i Ida, der til gengæld bliver forelsket i Lars' figur, El Hassan, og Lars må derfor blive ved med at blive i rollen.

## Medvirkende i udvalg
- Martin Buch – Som Lars (og El Hassan)
- Camilla Bendix – Som Ida
- Farshad Kholghi – Som Omid
- Anette Støvelbæk – Receptionist